# Arachniodes
Arachniodes es un género de helechos perteneciente a la familia  Dryopteridaceae. Comprende 215 especies descritas y de estas, solo 138 aceptadas. Es originario del Nuevo Mundo.

## Descripción
Son helechos comúnmente terrestres (en Nicaragua), algunas veces rupícolas o hemiepífitas; con rizoma corto a largamente rastrero, raramente suberecto, escamoso; hojas monomorfas, erectas; pecíolo escamoso solo en la base o a lo largo de toda su longitud; lámina deltada a pentagonal, 2–5 (6)-pinnada; raquis acanalado adaxialmente, el canal continuo con el de las costas, glabro o pubescente; últimos segmentos con dientes agudos o cuspidados; nervios libres; soros redondeados, paráfisis ausentes, indusios reniforme-redondeados, cada uno atado al seno, caducos, esporas monoletas.

## Taxonomía
El género fue descrito por Carl Ludwig Blume y publicado en Enumeratio Plantarum Javae 2: 241–242. 1828. La especie tipo es: Arachniodes aspidioides Blume.

## Especies seleccionadas
- Arachniodes acuminata Ching & Chen H.Wang
- Arachniodes assamica (Kuhn) Ohwi
- Arachniodes chaerophylloides (Poir.) Proctor
- Arachniodes damiaoshanensis Y.T.Hsieh
- Arachniodes simplicior (Makino) Ohwi
- Arachniodes squamulosa R.C.Moran & B.Øllg.
- Arachniodes tripinnata (Goldm.) Sledge